# Bradner (Ohio)
Bradner es una villa ubicada en el condado de Wood, Ohio, Estados Unidos. Según el censo de 2020, tiene una población de 971 habitantes.

## Geografía
La localidad está ubicada en las coordenadas 41°19′26″N 83°26′11″O / 41.32389, -83.43639. Según la Oficina del Censo de los Estados Unidos, Bradner tiene una superficie total de 1.61 km², de la cual 1.60 km² corresponden a tierra firme y 0.01 km² son agua.

## Demografía
Según el censo de 2020, hay 971 personas residiendo en Bradner. La densidad de población es de 606.25 hab./km². El 88.98% de los habitantes son blancos, el 0.72% son afroamericanos, el 0.62% son amerindios, el 0.21% son asiáticos, el 1.13% son de otras razas y el 8.34% son de una mezcla de razas. Del total de la población el 6.90% son hispanos o latinos de cualquier raza.